# Беус, Алексей Александрович
Алексей Александрович Беус (23 февраля 1923, Самара — 1994, Россия) — советский учёный-минералог и геохимик, доктор геолого-минералогических наук, профессор, первооткрыватель месторождений редких металлов (Бериллий, Тантал и др.), автор научных и научно-популярных книг, эксперт ООН по геологии.

## Биография
Родился 23 февраля 1923 года в городе Самаре в семье военного политработника.
Учился в школах Ленинграда и Люберец.
С 1940 по 1945 год учился на геологическом факультете МГУ, с перерывом на войну (1941—1943).
В июле 1941 года добровольцем ушёл на фронт. Был на Западном и Калининском фронтах, в Краснопресненском истребительном батальоне (5 СП, 4 МСД) и 123 разведывательной роте. В январе 1942 года был легко ранен, в марте 1942 года был тяжело ранен и контужен, лечился до августа 1942 года, и был уволен в запас. Возобновил учёбу в МГУ, сдал экстерном за 2 курс. Одновременно до декабря 1943 года был инструктором военного обучения в Ухтомском РВК.
Начал работать геологом и начальником геологической партии на Туркестанском хребте в Тресте Союзредметразведка, Москва.
В 1948 году окончил аспирантуру и начал работать в Гиредмет, c 1951 года в НИИ-10.
С 1953 года работал в Лаборатории минералогии и геохимии редких элементов АН СССР, с 1956 года переименована в ИМГРЭ. Был учёным секретарём института, заведующим отделом геохимии.
В 1963 году перешёл в трест Госгеолком СССР, Москва
В 1965—1966 и 1971—1975 годах — профессор кафедры месторождений полезных ископаемых в Московском Всесоюзном заочном политехническом институте.
В 1966—1971 и 1975—1980 годах работал советником по геолого-поисковым работам в Секретариате ООН в Нью-Йорке.
В 1972—1975 годах заведовал геологической редакцией в Издательстве «Мир» в Москве.
C 1980 года работал в Институте литосферы АН СССР в Москве.
Первооткрыватель месторождений редких металлов («Орловское» в 1976, Этыкинское — танталовое).
Автор научного открытия «Явление геохимической дифференциации и концентрации редких элементов-аналогов и алюминия в редкометальных гранитоидах» (1985).
Скончался в 1994 году.

## Награды и премии
- Медаль «За отвагу» (СССР)
- Медаль «За оборону Москвы»
- Медаль «За победу над Германией в Великой Отечественной войне 1941—1945 гг.»
- Благодарности Представительства СССР при ООН.

## Членство в организациях
- 1945 — ВКП(б)

## Память
В честь А. А. Беуса названы минералы:
- 1968 — Беусит из гранитных пегматитов в провинции Сан-Луис, Аргентина[5][6][7];
- 2018 — Беусит-(Ca) — минерал группы графтонита (разновидность минерала Беусита) из пегматитов Йеллоунайф Северо-Западной территории Канады[8].